# Эквиты
Экви́ты (вса́дники; лат. equites, от лат. equus — «конь») — средняя по тяжести вооружения и экипировки кавалерия ближнего боя, а затем одно из привилегированных сословий в Древнем Риме.
Первоначально — в царскую эпоху и в раннереспубликанский период — это была сражавшаяся верхом патрицианская знать. Основным вооружением этих всадников были копья, небольшие овальные или круглые щиты и мечи. По реформе Сервия Туллия (VI век до н. э.) эквиты, выделенные в 18 центурий, составляли часть высшего цензового разряда римских граждан.
Впоследствии, в связи с образованием в Риме нобилитета (III век до н. э.), эквиты превратились во второе после сенаторов сословие. С развитием торговли и ростовщичества в разряд эквитов стали вступать (по цензу) владельцы крупных мастерских, ростовщики. Эквитами также стали называть и всадников вспомогательных войск. Например далматские эквиты, которых сформировали, как особые отряды конницы.
К концу 20-х гг. II века до н. э. эквиты превратились в особое сословие римского общества — финансовую аристократию, материальной базой которой было владение крупными денежными средствами и движимым имуществом. Обычными занятиями эквитов были торговля и откуп налогов с провинций. Они образовали верхний слой общества в муниципиях, имели крупные поместья, занимали административные должности, были юристами и т. п. Хотя политическое влияние эквитов было менее значительным, чем сенаторов, в их руках сосредотачивались огромные капиталы.
Особое значение эквиты приобрели в период гражданских войн поздней Республики как судьи.

## Римская империя (I—IV вв.)
С конца I века до н. э. (со времени Августа) звание эквита стало передаваться по наследству. С I века н. э. из эквитов комплектовался командный состав армии, например, посты трибунов ангустиклавиев в легионах и другие должности, предусмотренные так называемым tres militiae; они занимали также ряд должностей по управлению провинциями (префект Египта, прокураторы и т. д.). Первым императором из сословия эквитов был Макрин (217—218).
Сословие эквитов в Риме просуществовало до IV века. При императоре Константине Великом (306—337) большая часть эквитов была включена в разряд сенаторов.

### IV век
Начиная с правления Константина Великого произошел взрывной рост числа членов обоих аристократических орденов. При Диоклетиане количество действующих членов Сената оставалось на уровне около 600 человек, бывшем со времён принципата. Константин основал Константинополь как столицу-близнец империи с собственным сенатом, первоначально состоявшим из 300 человек. К 387 году их число увеличилось до 2000, в то время как сенат в Риме, вероятно, достиг сопоставимого размера, так что высший орден достиг общей численности, аналогичной equo publico всадникам раннего принципата. К этому времени статус сенаторов получили даже некоторые командиры воинских полков.
В то же время сословие всадников также было значительно расширено за счет увеличения количества государственных должностей в поздней империи, большинство из которых они теперь и занимали. Принципатом управляли около 250 высокопоставленных чиновников, полагавшиеся для получения налогов и услуг на местные органы власти и частных подрядчиков. В течение III в. имперская бюрократия, её чиновники и чины увеличились. К времени Notitia Dignitatum число сопоставимых старших должностей достигло примерно 6 тыс. штук. Общее число зачисленных на имперскую гражданскую службу militia inermata («невооруженная служба») оценивается в 30 - 40 тыс. человек: служба была профессиональной, ею занимались получавшие жалованье почти всегда свободные люди, состоявшие на службе в вымышленном легионе I Audiutrix.
Кроме того, большому количеству декурионов было присвоено всадническое звание, часто полученное за взятку. Чиновникам все более низкого ранга в награду за хорошую службу давали звания всадников, например в 365 г. их получили актуарии (бухгалтеры) воинских полков. Всё это привело к падению престижа звания всадника, которые к 400 г. были больше не эшелоном знати, а просто титулом, связанным с административными должностями среднего уровня.[страница не указана 556 дней]
Константин учредил третий аристократический чин комита. Первоначально комиты представляли собой весьма замкнутую группу, в которую входили самые высшие административные и военные чины, такие как командиры комитатов или мобильных полевых армий. Но комиты быстро пошли по тому же пути, что и всадники, обесценившись из-за чрезмерного числа носителей, пока к 450 г. титул не стал бессмысленным.
Таким образом, в конце IV-го и в V-м веках сенаторский класс в Риме и Константинополе стал ближайшим эквивалентом equo publico всаднического класса раннего принципата. В нём было много древних и прославленных семей, некоторые из которых заявляли о своем происхождении от аристократии республики, но потерявшие почти всю политическую и военную власть. Тем не менее сенаторы сохранили большое влияние благодаря своему огромному унаследованному богатству и своей роли хранителей римских традиций и культуры.
Столетия накопления капитала в виде обширных земельных владений во многих провинциях привели к огромному богатству большинства сенаторов. Многие получали ежегодную ренту наличными и натурой в размере более 5 тыс. ф. золота, что эквивалентно 360 000 солидов (5 млн. динариев эпохи Августа), в то время как простой солдат зарабатывал не более четырех солидов в год. Даже сенаторы среднего достатка могли рассчитывать на доход в 1 тыс. –1,5 тыс. ф. з.
Историк IV века и бывший высокопоставленный штабной офицер Аммиан Марцеллин яростно критиковал итальянскую аристократию, осуждая их экстравагантные дворцы, одежду, игры и банкеты и, прежде всего, их жизнь в полной праздности и легкомыслии. В его словах можно услышать презрение к сенаторскому сословию кадрового солдата, посвятившего всю свою жизнь защите империи, — точку зрения, явно разделяемую Диоклетианом и его иллирийскими преемниками. Но именно последние низвели аристократию до этого состояния, лишив ее традиционной роли управления империей и руководства армией.